# Cielęta
Cielęta (niem. Zeland) – wieś w Polsce położona w województwie kujawsko-pomorskim, w powiecie brodnickim, w gminie Brodnica.
W latach 1975–1998 miejscowość należała administracyjnie do województwa toruńskiego.

## Demografia
Według Narodowego Spisu Powszechnego (III 2011 r.) liczyły 614 mieszkańców. Są trzecią co do wielkości miejscowością gminy Brodnica.

## Infrastruktura
Znajduje się tutaj nadajnik radiowy Radia PiK dla Brodnicy pracujący na częstotliwości 106,9 MHz (10.00 H: polaryzacja pozioma), jak również parafia pod wezwaniem św. Mikołaja Biskupa.

## Zabytki
Według rejestru zabytków NID na listę zabytków wpisane są:
- kościół parafialny pw. św. Mikołaja, 1 poł. XIV w., 1783, nr rej.: A/371 z 4.11.1931
- cmentarz parafialny, przy kościele św. Mikołaja, XIX w., nr rej.: 531 z 1.06.1987
- kapliczka, nr rej.: j.w.
- ogrodzenie z bramą, nr rej.: j.w.